# Tofskarakaror
Tofskarakaror (Caracara) är ett släkte med fåglar i familjen falkar inom ordningen falkfåglar.
Släktet omfattar tre arter, varav en är nyligen utdöd:
- Sydlig tofskarakara (C. plancus)
- Nordlig tofskarakara (C. cheriway)
- Guadalupekarakara (C. lutosa) – utdöd

Ytterligare tre arter dog ut tidigare under holocen och är endast kända från subfossila lämningar:
- Puertoricokarakara (C. latebrosus)
- Västindisk karakara (C. creightoni)
- Jamaicakarakara (C. tellustris)